# Leviathan Mine

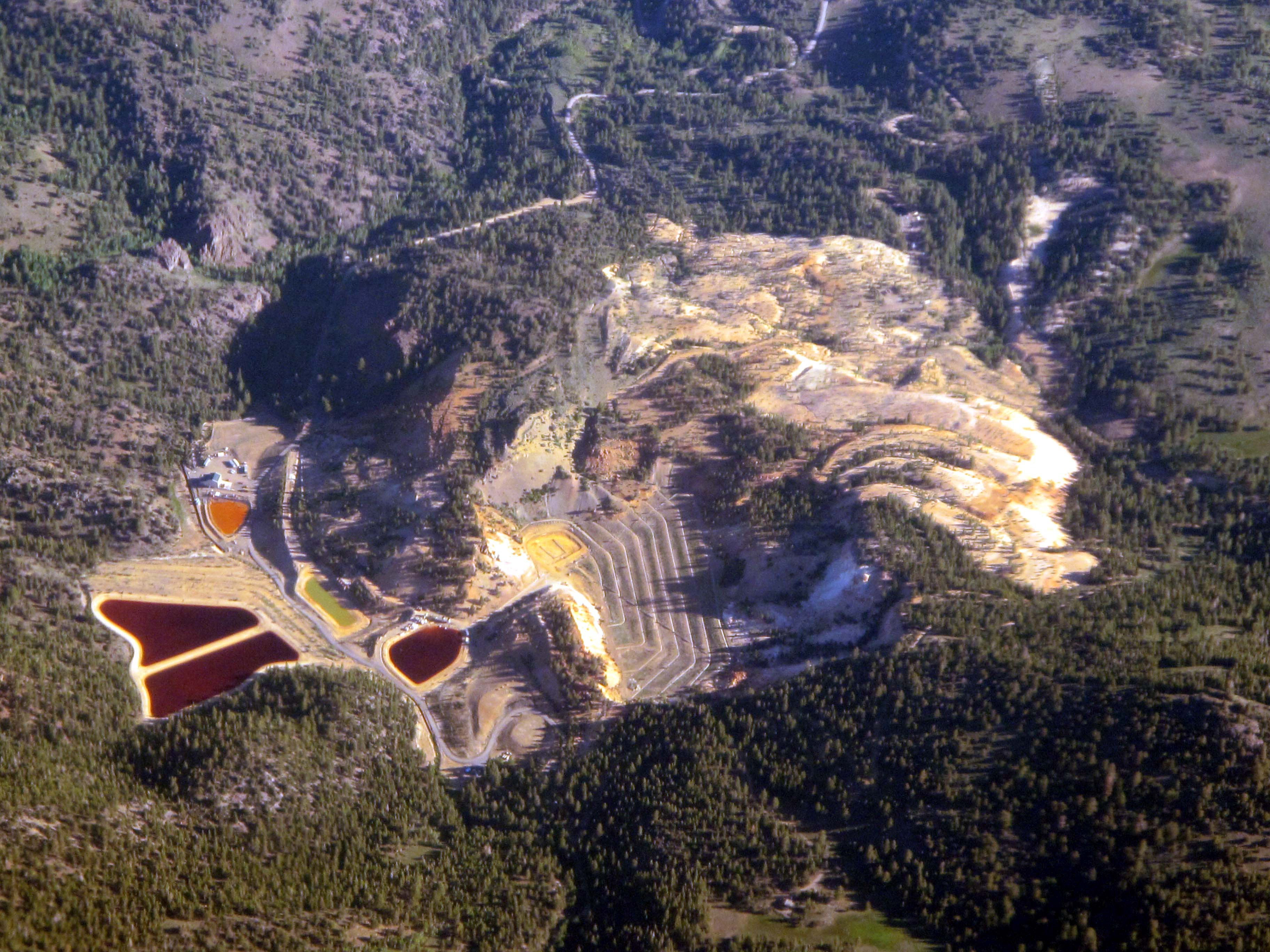
Luchtfoto uit 2010

Leviathan Mine is een verlaten zwavelmijn in de open lucht in het Sierra Nevada-gebergte, meer bepaald in Alpine County in de Amerikaanse staat Californië. De mijnplaats bevindt zich op 2100 meter boven het zeeniveau, 10 kilometer ten oosten van Markleeville, en omvat zo'n 100 hectare land. Ze wordt omgeven door het Toiyabe National Forest.
De mijn werd in 1863 in gebruik genomen, ten tijde van de Comstock Lode-zilverkoorts. Tussen 1863 en 1870 werd er 500 ton kopersulfaat ontgonnen, wat gebruikt werd om zilvererts te verwerken. Na de ontdekking van zwavel in een van de mijngangen, werd de mijn verlaten. Tussen 1935 en 1941 ontgon Calpine Corporation hier 5.000 ton zwavel. In 1951 werd de mijnplaats, waar voorheen ondergrondse delfstoffen werden ontgonnen, omgevormd tot een open-pit mijn door de Anaconda Copper Mining Company. Tot 1962 werd hier 500.000 long ton zwavel weggehaald.
Omdat er tijdens de laatste ontginningen zuur mijnwater naar omliggende waterlopen is gelekt, wordt de plek sinds de jaren 80 opgekuist om verdere milieuschade te voorkomen. De opkuis gebeurde eerst onder toezicht van lokale overheden, maar wordt sinds 1997 – deels onder impuls van de plaatselijke Washo-indianen – geleid door het Environmental Protection Agency. EPA erkent de Leviathan Mine sinds 2000 als een superfundsite, wat betekent dat de opkuis ervan de hoogste prioriteit heeft. Waterlopen in de omgeving, die aflopen naar de Carson, zijn namelijk al vervuild met zuur mijnwater.